# L'età giusta
L'età giusta è un film del 2023 scritto e diretto da Alessio Di Cosimo.

## Trama
L'ottantacinquenne Francesca è preoccupata per il nipote Fulvio, che ha allevato dopo la morte dei genitori. Pur avendo ormai ventisette anni, Fulvio fatica a trovare la sua strada: non solo svolge un umile lavoro da fattorino, ma la fidanzata lo ha lasciato, portandosi via anche la casa. Nel tentativo di stimolarlo, Francesca decide di portarlo con sé e con le sue tre grandi amiche Olimpia, Luciana ed Anna ad Assisi, dove conta di risolvere un crimine misterioso.

## Produzione
Le riprese principali si sono svolte in Umbria tra l'aprile e il maggio 2023, in particolare ad Assisi, Todi e presso le cascata delle Marmore.

## Promozione
Il primo trailer è stato diffuso il 14 dicembre 2023.

## Distribuzione
Il film è stato distribuito sulla piattaforma Paramount+ il 24 dicembre 2023.